# Institut de biologie structurale
Pour les articles homonymes, voir IBS.
L'institut de biologie structurale (IBS) est une unité mixte de recherche (UMR 5075) créée en janvier 1992, sous la tutelle du CEA Grenoble et du CNRS, l’université Joseph-Fourier (devenue UGA en 2016) n'ayant rejoint l'unité de recherche qu'en 1999.
Installé au 71 rue des Martyrs sur le polygone scientifique de Grenoble, cet institut qui compte environ 270 personnes de 25 nationalités différentes, participe à l'élaboration de nouvelles recherches thérapeutiques, notamment sur la résistance des bactéries aux antibiotiques.
Son principal axe de recherche porte sur l'étude des structures des macromolécules biologiques en trois dimensions, d'où son appellation de biologie structurale,.

## Histoire

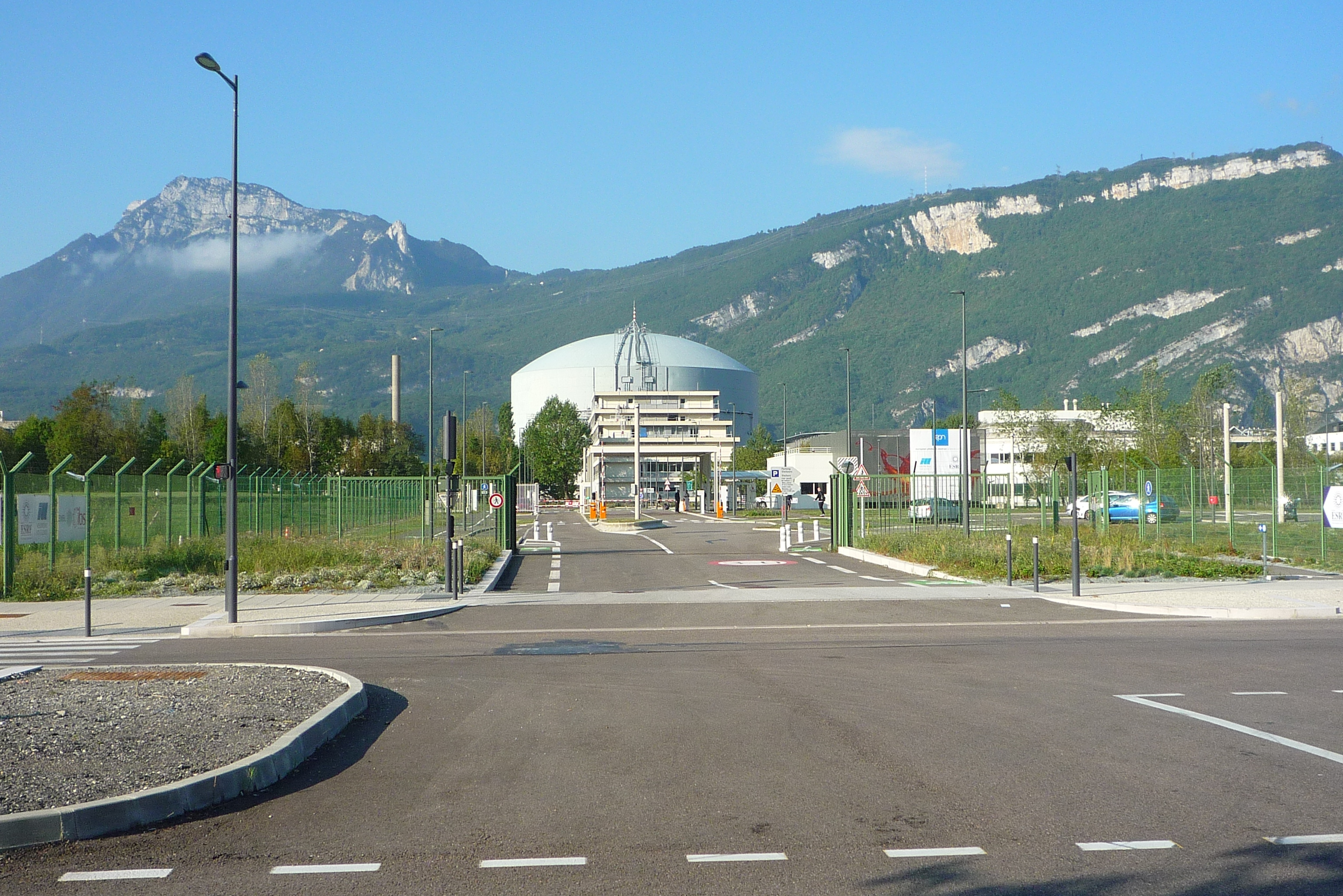
Entrée du campus rue des Martyrs.

Installé depuis 1992 en bordure de l'A480 et dont l'accès se faisait par la rue Jules-Horowitz, l'institut inaugure son nouveau bâtiment le 21 février 2014 dans le périmètre de l'EPN Science Campus.
La présence d'organismes internationaux de recherche sur le site de la presqu'île a permis à l'institut de biologie structurale de rejoindre en 2010 l'EPN Science Campus, composé par ailleurs de l'ESRF, de l'ILL et de l'EMBL.
En outre, l'IBS fait partie du pôle de compétitivité Lyonbiopôle depuis 2005, mais également depuis 2002 du Partenariat pour la biologie structurale (Partnership for Structural Biology en anglais), centre d'excellence regroupant quatre autres organismes internationaux situés à proximité,. Un bâtiment, le Carl-Ivar Brändén Building, abrite les équipements en commun de ce centre.

## Recherche fondamentale
Grâce à la microscopie électronique, à l'utilisation du rayonnement synchrotron tout proche, ainsi qu'à un spectromètre RMN de très grande puissance de 950 MHz, les chercheurs de l'institut déchiffrent le monde du vivant à l'échelle atomique. Les protéines peuvent ainsi être étudiées directement dans leur milieu.
L'institut maîtrise également la technique de spectroscopie RMN à l'état solide, pouvant ainsi décrire avec précision des protéines dans un état solide, mais également les rouages moléculaires de la synthèse d'une paroi bactérienne.
En 2012, une équipe de l'IBS ainsi que des scientifiques de l'Université d'Amsterdam et de l'Université d'Oxford ont réussi à créer une molécule capable d'éclairer l'intérieur des cellules vivantes avec une lumière turquoise, trois fois plus brillante qu'auparavant. Cette découverte publiée dans la revue Nature Communications en mars 2012, permettant d'étudier les interactions des protéines à l'intérieur de cellules vivantes.
En 2013, la découverte d'un nouvel outil scientifique par l'ILL, consistant à étudier et cartographier le mouvement de minuscules particules comme des neutrons ultra-froids sur une surface, intéresse particulièrement les chercheurs de l'IBS, leur laissant imaginer par exemple la possibilité d'étudier un virus se déplaçant le long d'une membrane cellulaire.
En 2014, une équipe de chercheurs de l'institut, en collaboration avec d'autres centres de recherche, a décrypté pour la première fois la structure d'un récepteur à la sérotonine. Ce résultat ouvre la voie à la conception de nouveaux médicaments susceptibles de lutter contre la nausée, principal effet secondaire des chimiothérapies et des anesthésies.
En 2015, les chercheurs de l'institut ont réussi à visualiser la structure de la protéine centrale qui protège et s'associe à l'information génétique du virus de la rougeole avec une précision inégalée, d'une résolution quasi atomique. La compréhension de l'interaction entre protéine et information génétique du virus a fait l'objet d'un article dans la revue scientifique Science et permettra d'élaborer des médicaments ou des applications en biotechnologies,.
En octobre 2015, des chercheurs de l'institut ont démontré en combinant plusieurs techniques, que des mouvements résiduels continuent d'animer les protéines au sein même d'un cristal. Ces résultats sont publiés dans la revue scientifique Nature Communications. Des chercheurs de l'institut travaillent également sur la polymérase, une enzyme clé dans la prolifération du virus de la grippe, en utilisant la cristallographie aux rayons X afin d'obtenir une vision en trois dimensions de cette polymérase.
Le 10 novembre 2017, avec l'inauguration à l'ESRF voisin du cryo-microscope le plus performant au monde en termes de résolution, l'IBS dispose d'un outil capable d'étudier des molécules encore difficilement observables jusqu'alors et qui permettra de trouver des solutions contre les épidémies humaines.
En 2019, en combinant résonance magnétique nucléaire et microscopie électronique, une équipe de l'IBS obtient la structure à l’échelle atomique d’une très grosse protéine de 468 kDa, établissant ainsi un nouveau record.

## Prix et distinctions
L'institut de biologie structurale a vu plusieurs de ses chercheurs recevoir différents prix et distinctions depuis 2003, dont Eva Pebay-Peyroula qui reçoit la médaille d’argent du CNRS en 2006 et Andréa Dessen qui la reçoit en 2021.

## Directeurs
Depuis sa création en 1992, l'institut a connu plusieurs directeurs, Jean-Pierre Ebel, Pierre Vignais, Michel van der Rest, Roland Douce, Eva Pebay-Peyroula et Winfried Weissenhorn depuis 2014.

## Communication
L'institut de biologie structurale participe régulièrement à la fête de la science en invitant du public et des enfants à participer à des ateliers ludiques sur les protéines.

## Accès
En transports en commun, l'institut est desservi par le terminus de la ligne B du tramway, ainsi que par les lignes de bus C6, 22 et 54.